# Canaan Banana
Canaan Sodindo Banana (Essexvale, 5 marzo 1936 – Fulham, 10 novembre 2003) è stato un politico zimbabwese.
Presidente dello Zimbabwe dal 18 aprile 1980 al 31 dicembre 1987, è stato il primo capo di Stato del paese africano. Pastore metodista, resse la presidenza fino a quando non gli succedette il suo Primo ministro, Robert Mugabe, che ricopriva tale ruolo fin dall'indipendenza dello Zimbabwe.
Durante la sua carriera politica, Banana ha contribuito molto fortemente all'unione dei due principali partiti politici del paese, lo ZANU e lo ZAPU, promuovendo così la fine delle ostilità tra le due fazioni: gli scontri tra i due partiti avevano causato una vera e propria guerra civile pochi anni dopo l'indipendenza. Banana è stato un esponente diplomatico dell'Organizzazione degli Stati Africani ed è stato a capo del dipartimento di Teologia dell'Università dello Zimbabwe. Alla fine degli anni '90 la sua figura è stata oscurata da accuse di sodomia, che ha sempre negato e per le quali fu in seguito imprigionato.

## I primi anni
Banana nacque nel 1936 ad Essexvale, nell'allora Rhodesia Meridionale. Sua madre era di cultura Ndebele e il padre proveniva dal Malawi, da dove era emigrato verso la Rhodesia. Fu educato dai missionari in una scuola locale e fu in seguito educato in una scuola di formazione per insegnanti. Sposò Janet Banana (nata nel 1938) nel 1961, i due ebbero quattro figli. Ottenne un diploma in Teologia al Collegio teologico di Epworth ad Harare e nel 1962 fu ordinato pastore della Chiesa Metodista. Impegnandosi nella politica, denunciò il regime di apartheid di Ian Smith e prese parte al movimento di liberazione della maggioranza nera, il cui obiettivo era quello di porre fine all'apartheid per giungere ad uno stato democratico di uguaglianza sociale. Figura di crescente rilievo politico, divenne vicepresidente dell'African National Council.

## Presidenza dello Zimbabwe
Quando molti membri dell'African Nationale Council furono arrestati negli ultimi anni'60, Banana e la sua famiglia fuggirono negli Stati Uniti, per ritornare solo nel 1975. Al suo ritorno Canaan Banana fu però arrestato e rilasciato solo un anno dopo, anche se tenuto agli arresti domiciliari. Approvò la politica moderata di Abel Muzorewa, che sembrava portare buoni risultati per l'indipendenza, e partecipò alla realizzazione dei piani futuri che Muzorewa stesso aveva per lo Zimbabwe.
Tuttavia, decise di cambiare rotta ed entrare a far parte dello ZANU di Robert Mugabe, partito militante contro il regime dei bianchi. Proprio per il suo supporto a questo partito fu nuovamente arrestato nel dicembre 1976, e liberato solo dopo la nomina di Christopher Soames come Governatore Generale della Gran Bretagna in Rhodesia
. Dopo un delicato processo di trattative e incontri, e dopo la fase di transizione seguita al Lancaster House Agreement, finalmente lo Zimbabwe divenne indipendente il 18 aprile 1980. Lo stesso giorno, sotto la nuova costituzione del paese, Banana divenne il primo Presidente dello Zimbabwe, e il primo leader di colore della nazione. Robert Mugabe, eroe della lotta per la liberazione, venne nominato Primo Ministro.
Una legge approvata nel 1982 vietò ai cittadini di prendersi gioco del suo nome. Il 31 dicembre 1987 gli succedette Robert Mugabe, che fin dal giorno dell'indipendenza era stato capo di governo. Mugabe abolì la carica di Primo Ministro, facendo assumere così al Presidente, ruolo da lui ottenuto, poteri esecutivi. Rese quindi lo Zimbabwe una repubblica presidenziale, dove il Presidente è sia capo di Stato che di governo. Banana si dedicò all'attività diplomatica all'interno dell'Organizzazione degli Stati Africani e guidò il dipartimento di Teologia presso l'Università dello Zimbabwe. Inoltre giocò un ruolo fondamentale nell'unione tra i due principali partiti politici del paese, lo ZANU e lo ZAPU-PF, che si erano furiosamente combattuti in una guerra civile che aveva provocato migliaia di morti. Quest'unione, avutasi nel 1988, pose fine al conflitto e determinò la nascita di un nuovo partito, lo ZANU-PF.

## Accuse e reclusione
L'ex presidente anni dopo fu investito da uno scandalo. Nel 1997 il reverendo Banana fu arrestato in Zimbabwe per accuse di sodomia, mosse durante un processo di omicidio ai danni della sua ex guardia del corpo, Jefta Dube. Dube, poliziotto al servizio del presidente dal 1983 al 1985, aveva ucciso un collega a causa di alcune provocazioni subite, riguardanti atti omosessuali a cui Banana lo avrebbe costretto. L'ex capo di stato avrebbe quindi abusato della sua posizione. Sorsero nuovi gravi fatti, le accuse totali arrivarono a 11, poiché sarebbero stati costretti ad accettare avances sessuali anche altri 10 sottoposti. Tutto questo è sempre stato decisamente negato dal presidente, che ha considerato lo scandalo come un piano per distruggere la sua carriera politica.
Inizialmente si recò in Botswana, dove avrebbe chiesto asilo politico; si rifugiò poi in Sudafrica, libero su cauzione, credendo a quanto pare che Mugabe stesse pianificando la sua morte. Tornò in patria nel dicembre 1998, dopo un incontro avuto con Nelson Mandela il 2 dello stesso mese a Pretoria. Il 18 gennaio 1999 Banana è stato condannato a dieci anni di carcere, di cui nove sospesi, e sospeso dall'ordine sacerdotale. In prigione per due anni, è stato rilasciato nel gennaio 2001 ed è morto di cancro a Londra nel 2003. Il Guardian Unlimited, comunque, afferma che Banana è morto in attesa di viaggiare per il Sudafrica per curare adeguatamente il cancro. Fu sepolto in Zimbabwe senza gli onori che dovrebbero spettare ad un Capo di Stato emerito. Sua moglie, Janet Banana, cercò asilo in Gran Bretagna nell'ottobre 2000.